# West African Football Academy

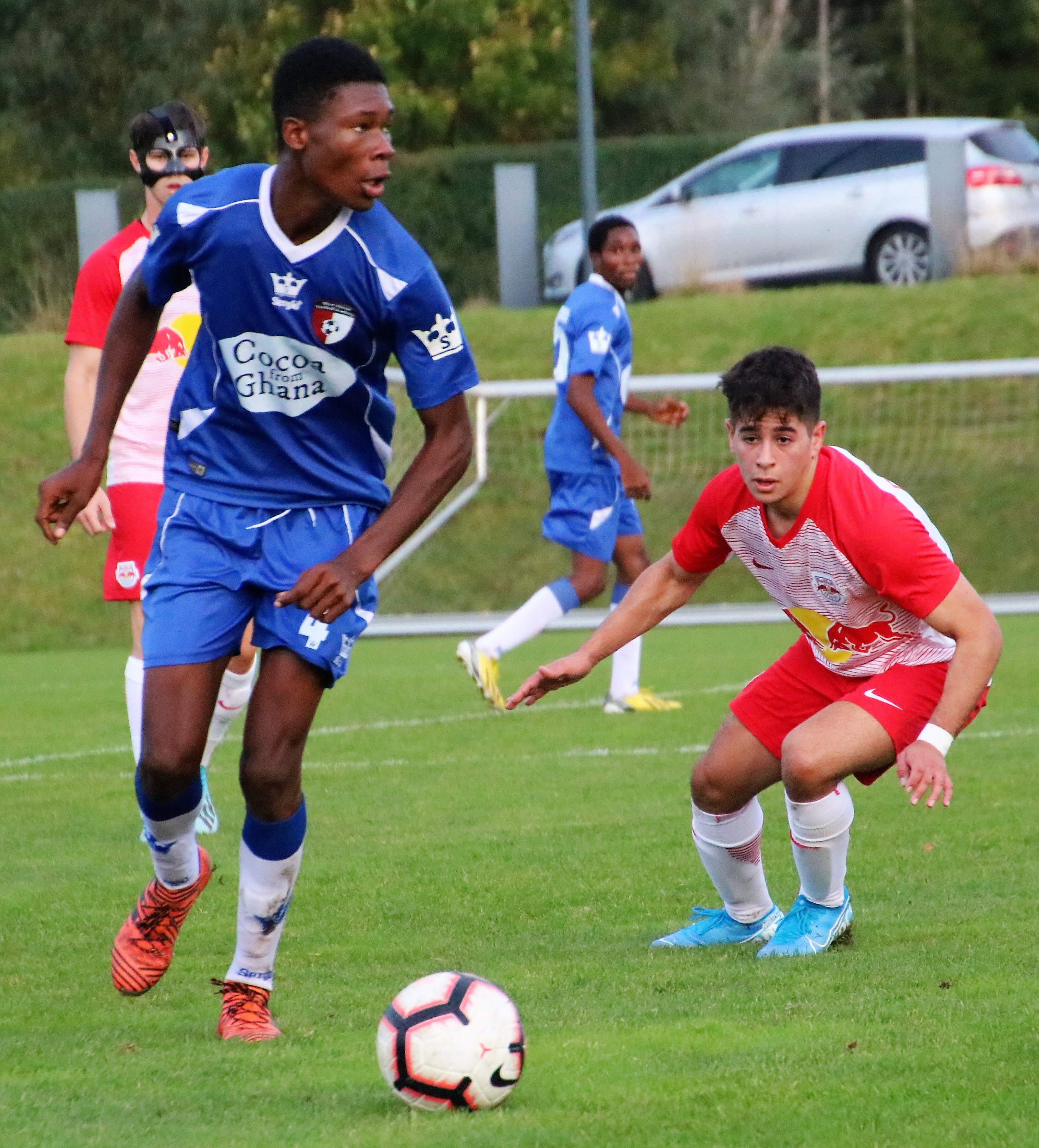
Freundschaftsspiel gegen FC Liefering während eines Trainingsaufenthaltes der U18 in Salzburg

Die West African Football Academy (WAFA) ist eine Fußballakademie aus der ghanaischen Stadt Sogakope.

## Geschichte
Im Jahr 2006 übernahm Red Bull eine bestehende Fußballschule namens Soccer School of Lavanttal in Sogakope, die dem österreichischen Geschäftsmann Dietmar Riegler, dem späteren Präsident des Wolfsberger AC sowie Inhaber der Firma RZ Pellets, gehörte. Es folgte der Bau eines neuen Stadions mit einem Fassungsvermögen von 1000 Zuschauern sowie zwei weiterer Kunstrasenplätze. Der Aufstieg in die zweithöchste ghanaische Fußballliga, die Division League One, konnte im Jahr 2009 gefeiert werden. Im Premierenjahr in Ghanas zweithöchster Spielklasse erreichte die erste Mannschaft Rang 5. 2011 wurde man erneut Fünfter, 2012 Sechster, ehe man 2014 durch Rang 8 wieder in die Drittklassigkeit absteigen musste. Im Sommer 2013 schloss Red Bull die Akademie wieder. Gérard Houllier, Global Sports Director für die Fußballvereine von Red Bull, begründete diesen Schritt unter anderem mit „Fehlern im Management vor Ort“ und Fehlern bei der Standortwahl. Im August 2014 wurde bekannt, dass die Akademie unter dem Namen "West African Football Academy" in Kooperation mit dem ehemaligen "Fetteh Feyenoord" neu gegründet wurde und weiter eine "intensive technische und inhaltliche Kooperation" mit Red Bull besteht.

## Erfolge
- 2007/08: Meister der Division Two League Volta Region
- 2008/09: Meister der Division Two League Volta Region, Sieger der Middle League (Aufstieg Division One League)

## Akademie

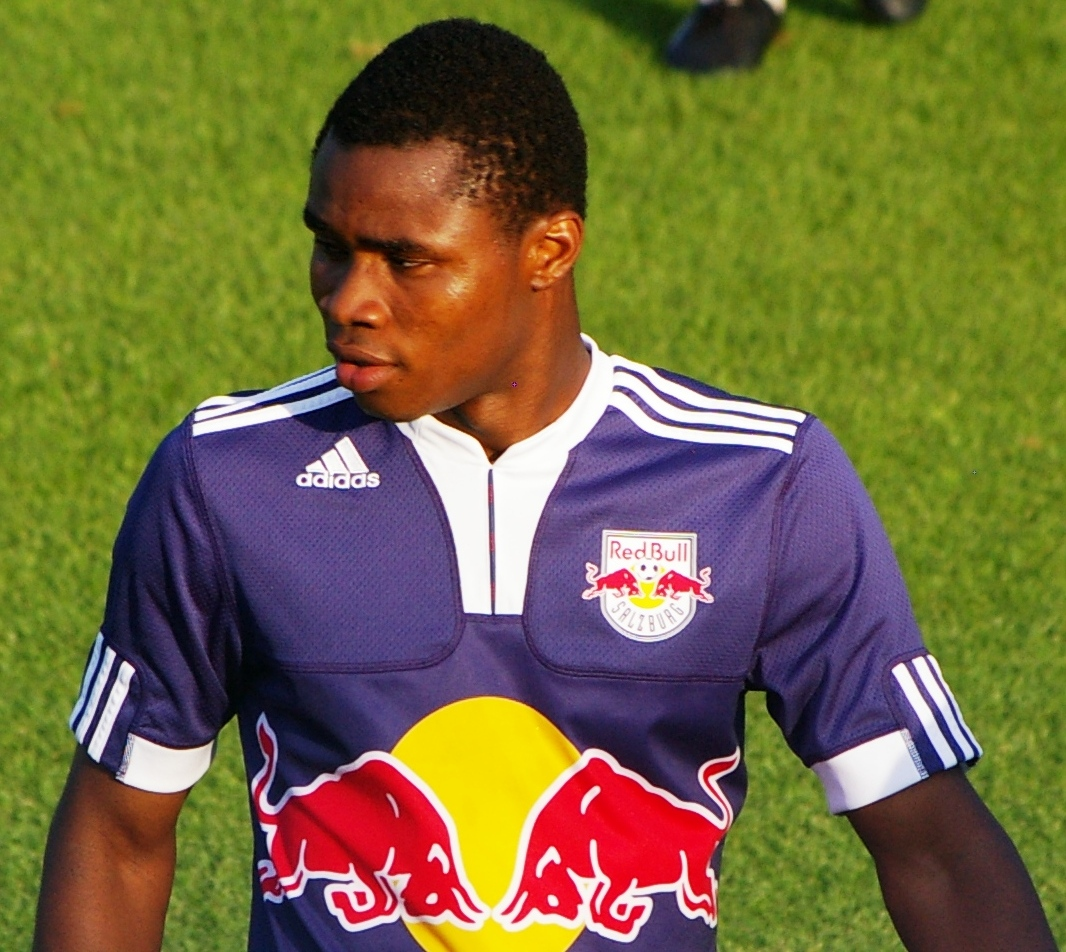
Felix Adjei

Ziel der an den Verein angegliederten Fußballschule war das Heranführen junger westafrikanischer Spieler an die von Red Bull unterstützten Vereine in Europa. Längerfristige Planungen sehen dazu den Transfer von zwei bis drei Spielern pro Jahrgang an diese Vereine vor. Erster Absolvent dieses Programms war im Jahr 2010 Felix Adjei, der zur zweiten Mannschaft des FC Red Bull Salzburg wechselte. Für die Nachwuchsspieler standen eine Schule mit sechs Klassenräumen sowie mehrere Wohngebäude für insgesamt bis zu 80 Personen zur Verfügung.

## Alumni
- Felix Adjei
- Larry Kayode
- Patrick Twumasi
- Raphael Dwamena
- David Atanga
- Majeed Ashimeru
- Samuel Tetteh
- Gideon Mensah
- Forson Amankwah